# 줄담배

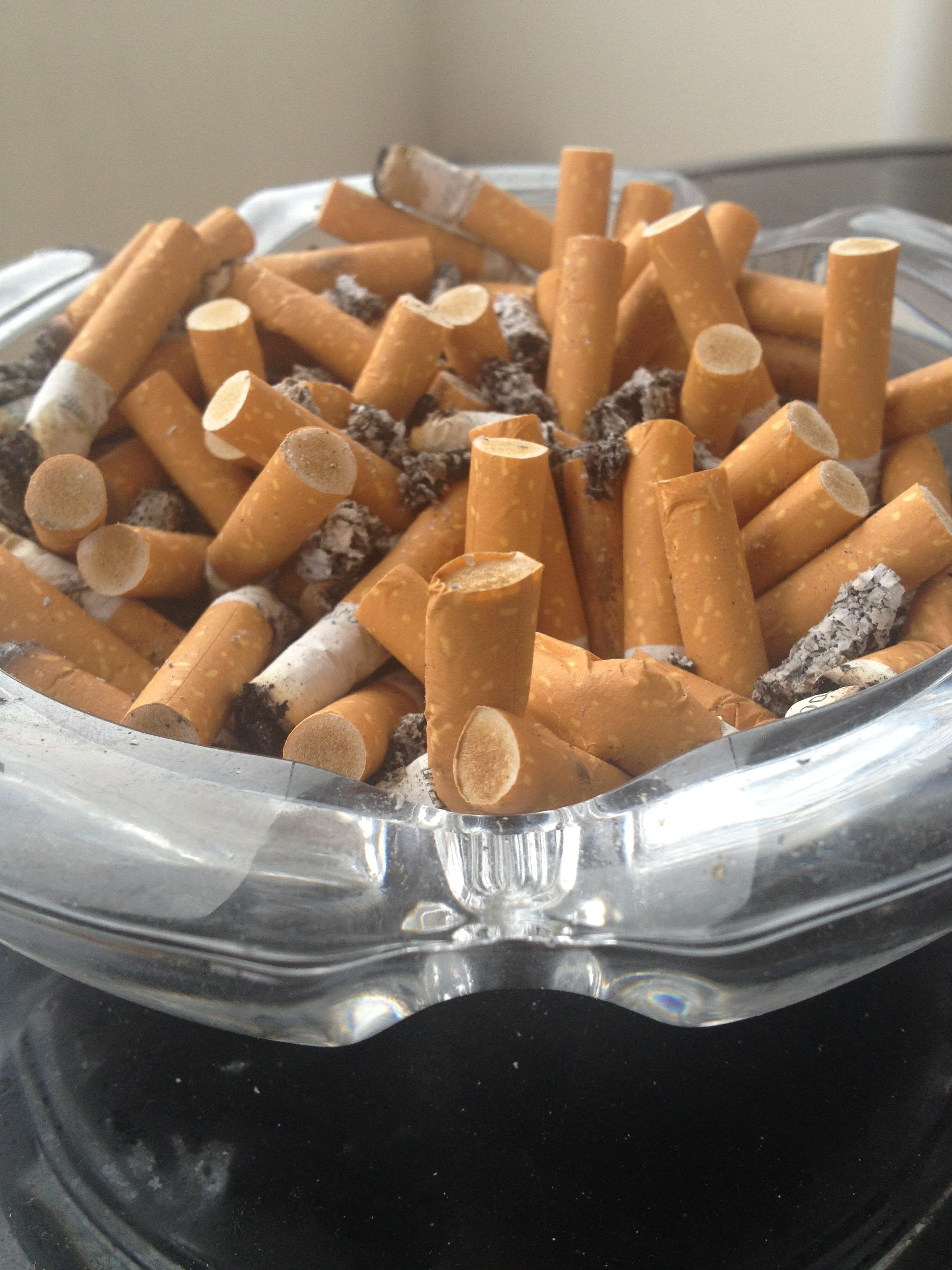
담배꽁초가 담긴 재떨이

줄담배 또는 연쇄 흡연(連鎖吸煙)은 여러 개비의 담배를 연속해서 피우는 행위로, 때로는 끝나가는 담배의 불씨로 다음 담배에 불을 붙이기도 한다. 골초라는 용어는 흔히 반드시 담배를 연쇄적으로 피우지는 않더라도 비교적 지속적으로 흡연하는 사람을 일컫는다. 이 용어는 주로 궐련에 적용되지만, 끊임없이 시가나 담뱃대를 피우는 행위, 전자 담배를 사용하는 행위에도 사용될 수 있다. 줄담배는 니코틴 중독의 일반적인 징후이다.

## 원인
많은 사람들이 술을 마실 때 줄담배를 피는데, 알코올이 니코틴성 아세틸콜린 수용체를 강화하여 재감작을 유도함으로써 갈망을 일으키기 때문이다.
연쇄 흡연이 니코틴 의존성에 의해 유발되는 정도에 대한 연구가 진행되어 왔다. 흡연량이 담배 소비 빈도와 상관관계가 낮다는 점에서 전달되는 니코틴의 양은 중요한 요인이 아닌 것으로 보인다.

## 임상적 사용
연쇄 흡연은 《정신질환 진단 및 통계 편람》에서 과도한 중독 행동의 예시로 제시된다. 이러한 과다 흡연에 익숙하지 않은 흡연자들에게 혐오 요법의 한 형태로 사용되어 완전한 금연을 유도할 수 있다.

## 환기
공기조화기술(HVAC) 전문가들은 연쇄 흡연자들이 있는 공간에서 만족스러운 공기 질을 유지하기 위해서는 흡연자 1인당 약 30입방미터/분의 공기 흐름이 필요하다고 주장한다. 그러나 연구에 따르면 현재의 HVAC 시스템은 전반적인 공기 질에는 중요하지만 간접 흡연 노출을 제어할 수는 없다.

## 같이 보기
- 폭음
- 담배의 건강 영향
- 담배 흡연